# Cerkiew św. Mikołaja w Grabówce
Cerkiew św. Mikołaja w Grabówce – filialna cerkiew greckokatolicka, znajdująca się w Grabówce. Cerkiew należała do parafii greckokatolickiej w Lalinie.
Cerkiew została zbudowana w roku 1864, prawdopodobnie w miejscu starszej drewnianej świątyni z 1789. Jest to budowla murowana z kamienia, otynkowana, zorientowana na planie prostokąta z węższym, zamkniętym półkoliście prezbiterium. Cerkiew była remontowana w roku 1920.
Polichromie w cerkwi wykonał malarz Władysław Lisowski.
Po wojnie cerkiew została przejęta przez Kościół rzymskokatolicki. Po 1947 została opuszczona i popada w ruinę.
Obok cerkwi znajdują się ruiny murowanej z kamienia dzwonnicy parawanowej.

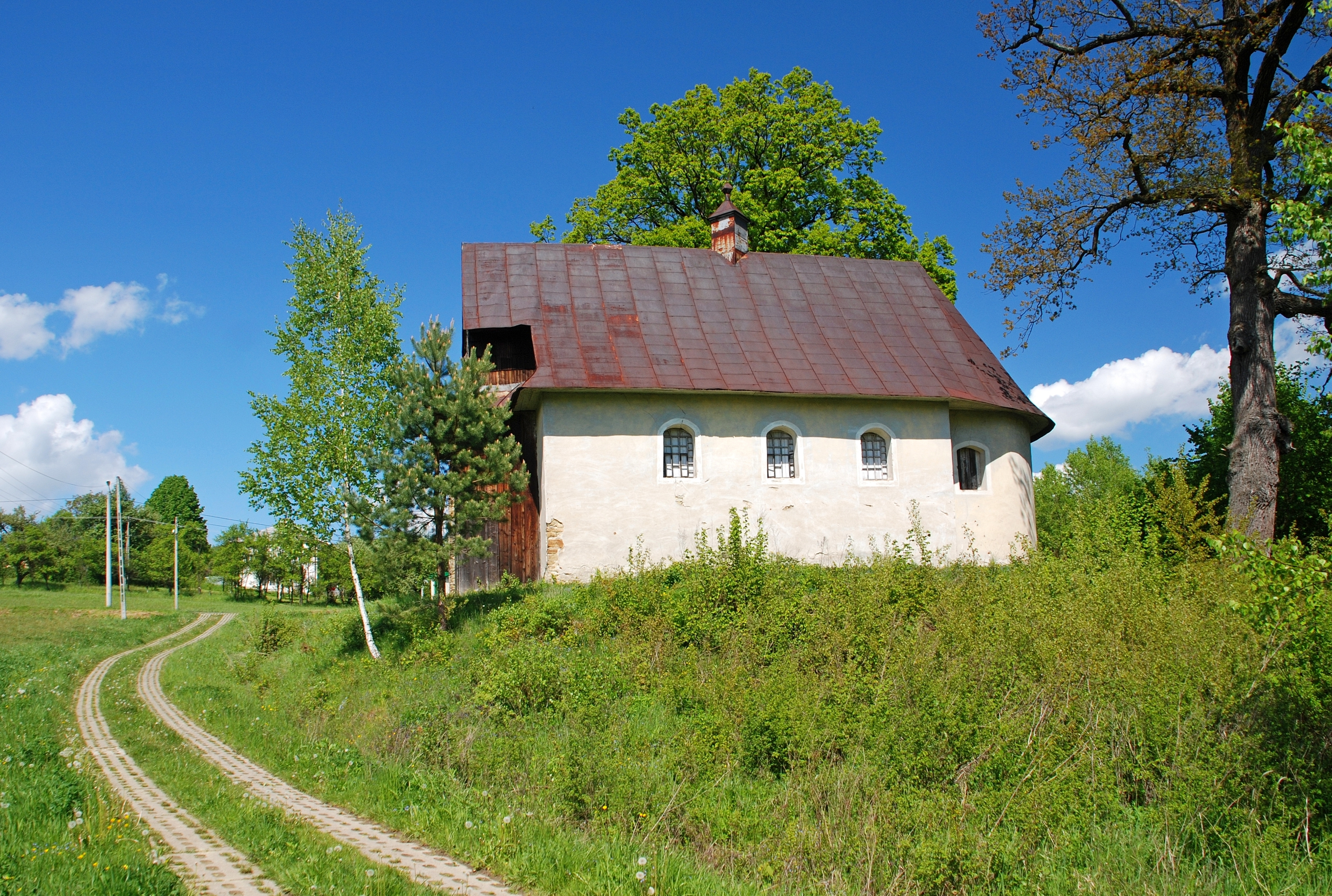
Elewacja południowa
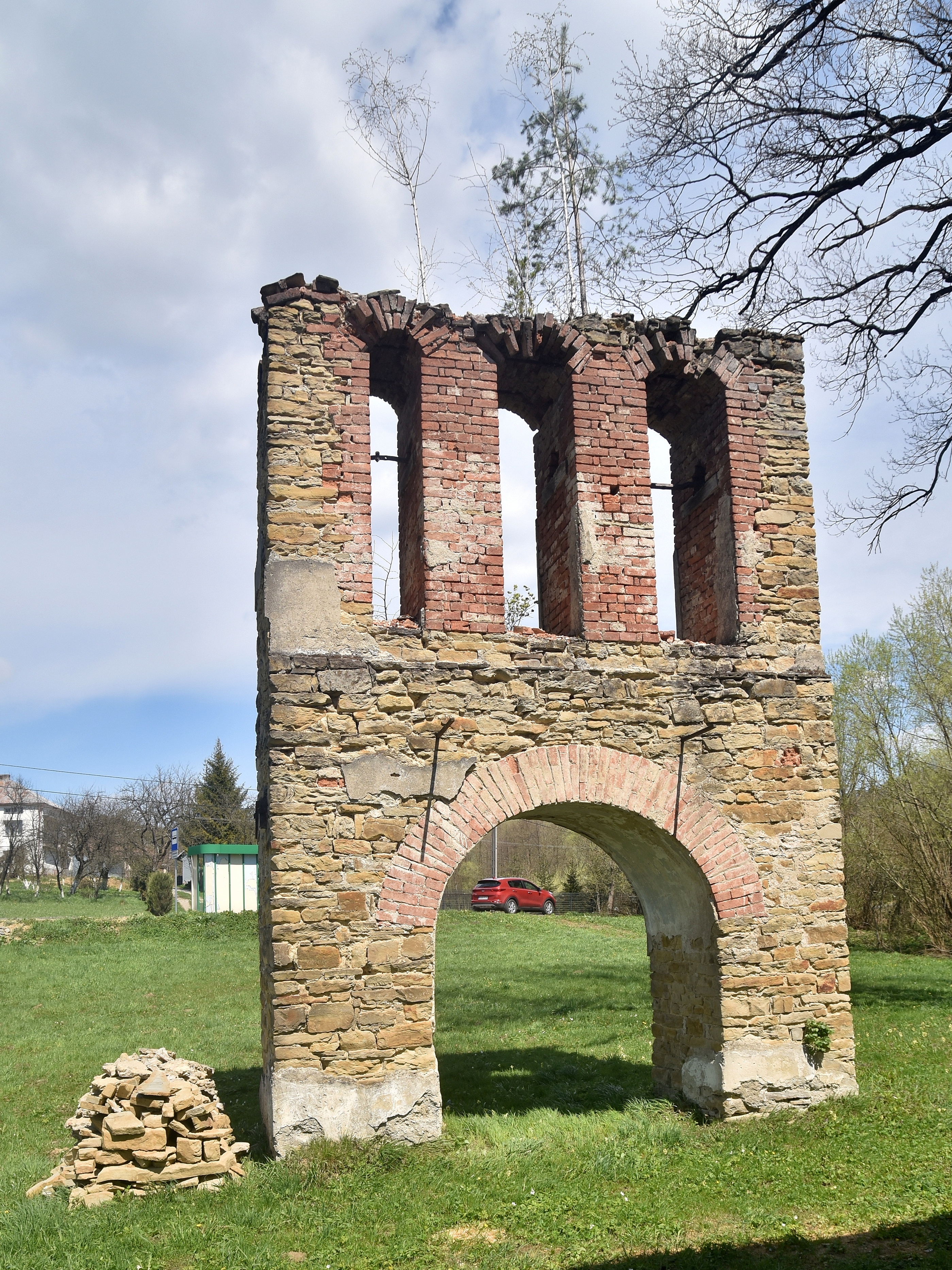
Dzwonnica
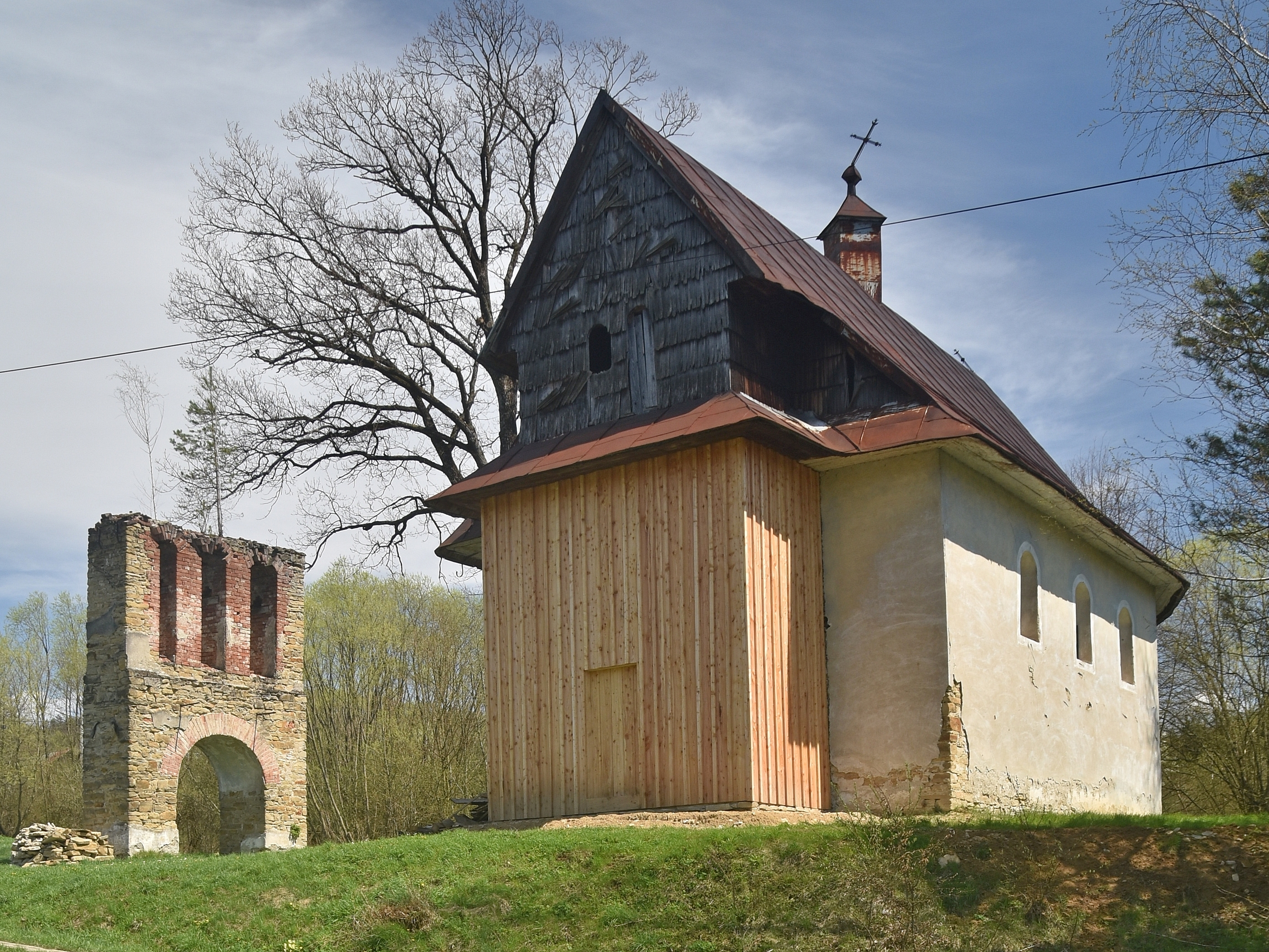
Elewacja frontowa